# Ruth Hausmeister
Ruth Hausmeister, född 5 juni 1912 i Stuttgart, Württemberg, död 1 februari 2012 i München, Bayern, var en tysk skådespelerska.

## Roller (urval)
- 1949 – Flickor bakom galler
- 1954 – Det flygande klassrummet
- 1958 – Rosemarie – glädjeflickan
- 1959 – Bron
- 1960 – Krigsfångarna
- 1962 – Den längsta dagen
- 1972, 1974 – Der Kommissar (TV-serie)
- 1973 – Fotgängaren